# Dzud

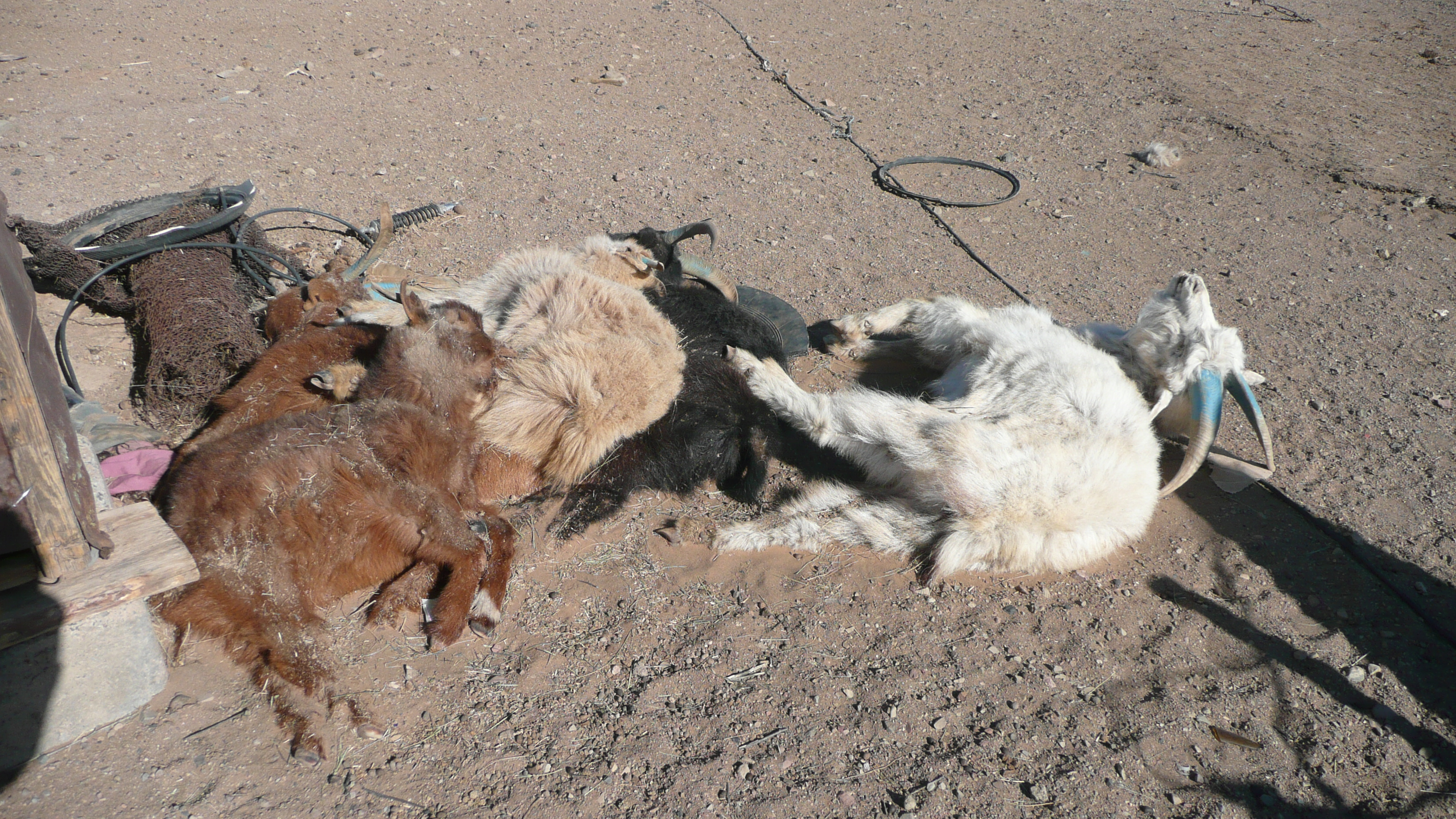
Geiten die gestorven zijn door een "zwarte" dzud. Gobi-woestijn, maart 2010

Dzud (Mongools: зуд) is een Mongoolse term voor een zeer strenge winter waarin grote aantallen vee sterven door honger en/of kou. Eén derde van de bevolking van Mongolië is voor zijn levensonderhoud volledig afhankelijk van veeteelt, en dzuds kunnen economische crisissen en voedseltekorten veroorzaken. Mongolië is het enige land dat met deze natuurramp te kampen heeft.

## Soorten dzud
Er zijn verschillende soorten dzud:
- Witte (tsagaan) dzud betekent dat er veel sneeuw valt, waardoor het vee niet kan grazen.[4] Dit is de meestvoorkomende soort dzud, die grote aantallen dood vee heeft veroorzaakt.[5]
- Zwarte (khar) dzud ontstaat wanneer er niet genoeg sneeuw valt, waardoor de dieren (en mensen) niet genoeg drinkwater hebben. Deze soort dzud komt niet vaak voor en treft geen grote gebieden. Het komt vooral voor in de Gobi-woestijn.[4]
- IJzeren (tumer) dzud ontstaat wanneer de temperatuur eerst daalt, daarna stijgt en daarna weer daalt. De sneeuw smelt en bevriest weer, en vormt een ijslaag waardoor het vee niet kan grazen.[4]
- Koude (khuiten) dzud ontstaat wanneer de temperatuur meerdere dagen achter elkaar zeer laag blijft. Door de kou en sterke wind kunnen de dieren niet naar buiten om te grazen; ze moeten ook hun lichaamsenergie gebruiken om warm te blijven.[4]
- Gecombineerde (khavsarsan) dzud is een combinatie van twee of meerdere vormen dzud.[4]

## Menselijke factoren
De effecten van de strenge winters worden verergerd door menselijke factoren. Onder het communistische regime reguleerde de staat de grootte van de kuddes om overbegrazing van de weiden te voorkomen. In de jaren 1990 werd de economie van Mongolië geliberaliseerd; tegelijkertijd groeide de vraag naar kasjmier-wol, die van geitenhaar wordt gemaakt. Daardoor is het aantal geiten in Mongolië sterk gegroeid. In tegenstelling tot schapen, verwoesten geiten het gras door aan de wortels te knagen. Bovendien beschadigen hun scherpe hoeven de bovenste laag van de bodem, die vervolgens door de wind wordt weggewaaid. Dit leidt tot verwoestijning.

## Omvang en geschiedenis
Het komt vaak voor dat er meer dan 1 miljoen dieren sterven door een dzud. 1944 was een recordjaar met meer dan 7 miljoen dode dieren. Dit record werd verbroken in de 21ste eeuw: in de winters van 1999-2000, 2000-2001 en 2001-2002 werd Mongolië getroffen door drie dzuds achter elkaar, waardoor in totaal 11 miljoen dieren stierven.
In de winter van 2009-2010 was 60% van Mongolië bedekt met een sneeuwlaag van 20-40 centimeter dik. In de provincie Uvs bleef de temperatuur meer dan 50 dagen achter elkaar zeer laag ('s nachts −48 °C). 9.000 families verloren hun hele kudde en 33.000 verloren de helft. Het Mongoolse Ministerie van Voedsel, Landbouw en Lichte Industrie maakte bekend dat op 9 februari 2010 het aantal dode dieren op 2.127.393 stond (188.270 paarden, runderen en kamelen en 1.939.123 geiten en schapen). Het ministerie voorspelde dat dit aantal aan het einde van de winter naar 4 miljoen zou kunnen stijgen. In mei 2010 maakten de Verenigde Naties echter bekend dat bijna 8 miljoen oftewel 17% van alle vee in Mongolië dood was.
In de winter van 2015-2016 was de temperatuur weer zeer laag en zijn meer dan 1 miljoen dieren gestorven.

## Sociale gevolgen
Sommige herders die al hun dieren hebben verloren, zoeken een nieuw leven in de steden. De hoofdstad van Mongolië, Ulaanbaatar, is omringd door wijken waar veel migranten van het platteland wonen, in houten huizen die niet voorzien zijn van verharde wegen, waterleidingen en riolering. Omdat ze geen opleidingen hebben en geen vaardigheden om in de stad te leven, kunnen veel voormalige herders geen werk vinden en vervallen ze vaak in armoede, alcoholisme en misdaad. Anderen riskeren hun leven met werken in de illegale mijnbouw.